# RCD Espanyol
RCD Espanyol de Barcelona (katalonski: Reial Club Deportiu Espanyol de Barcelona) je španjolski nogometni klub iz Barcelone. Espanyol je svoje domaće utakmice igrao na stadionu Estadi Olímpic Lluís Companys, na kojem su 1992. održane Olimpijske igre, a sada se utakmice igraju na stadionu Estadi Cornellà-El Prat kapaciteta 40.500 ljudi. Iako su u gradu često u sjeni moćnije FC Barcelone, 2007. godine ostvarili su svoj najveći uspjeh igranjem u finalu Kupa UEFA, u kojem su izgubili od Seville nakon izvođenja jedanaesteraca.

## Klupski uspjesi

### Domaći uspjesi
Kup Kralja:
- Prvak (4): 1928./29., 1939./40., 1999./00., 2005./06.

Supercopa de España:
- Drugi: 2000., 2006.

Katalonsko prvenstvo:
- Prvak  (12): 1903., 1904., 1906., 1907., 1908., 1912., 1915., 1918., 1929., 1933., 1937., 1940.

Katalonski kup:
- Prvak (4): 1995., 1996., 1999., 2006.

Ciutat de Barcelona trofej:
- Prvak (17) 1975., 1977., 1978., 1979., 1981., 1984., 1986., 1987., 1990., 1996., 1997., 1998., 2000., 2001., 2004., 2006., 2007.

### Europski uspjesi
Kup UEFA:
- Finalist (2): 1987./88., 2006./07.

## Poznati bivši igrači
| 1900. – 1949. - Bru - Gonzalvo - Parra - Rosendo - Saprissa - Solé - Zamora - Domingo 1950. – 1979. - Argilés - Glaría - Marañón - Urruti - Zúñiga - Di Stéfano - Griffa - Índio - Caszely - Daucik - Czibor - Kubala - Ré - Åslund 1980. – 1989. - Golobart - Losada - Orejuela - Pichi - Soler - Valverde - Castillo - Sirakov - N'Kono - Lauridsen - Heath - Pineda - Roberto - Rats |  | 1990. – 1999. - Biurrun - Capdevila - Cristóbal - De Lucas - Francisco - Helguera - Lardín - Lopo - Roger - Sergio - Urzaiz - Lima - Casartelli - Cavallero - Domínguez - Esnáider - Favio - Pochettino - Ogris - Yotov - Santis - Pralija - Cobos - Quédec - Wuttke - Villa - Brnović - Benítez - Toledo - Gâlcă - Răducioiu - Galiamin - Korneyev - Kuznetsov - Archibald - Silva |  | 2000. - - Amavisca - de la Peña - Gorka - Ito - Miñambres - Tamudo - Bastía - Ibarra - Maxi - Lemmens - Costa - Fredson - Womé - Domoraud - Boghossian - Domi - Vignal - Finnan - Torricelli - Nishizawa - Kameni - Palencia - Hadji - Sá - Bobson - Cruyff - Peixoto - Sousa - Munteanu - Răducanu - Milošević - Smiljanić - Tayfun - Pacheco - Pandiani |

## Poznati treneri
- Aragonés, Luis
- Azkargorta, Xabier
- Bru, Francisco
- Camacho, José Antonio
- Clemente, Javier
- Flores, Paco
- Lotina, Miguel Ángel
- Nogués, Joan Josep
- Ramos, Juande
- Santamaría, José
- Bielsa, Marcelo
- Brindisi, Miguel Ángel
- Scopelli, Alejandro
- Daučík, Ferdinand
- Greenwell, Jack
- Fernández, Luis
- Kálmár, Jenő
- Herrera, Heriberto
- Pavić, Milorad
- Petrović, Ljupko

## Vanjske poveznice
- Službena stranica